# Andreas Mentner
Andreas Mentner, trgovec, mariborski mestni sodnik - župan (Stadtrichter).

## Življenje
Priseljen je bil iz aktualne Nemčije ali Avstrije in se je v Mariboru pojavil kot prvi in edini iz svoje rodbine sredi 17. stoletja. Postal je meščan in trgovec v aktualnem starem centru mesta ter sklenil svojo prvo poroko z neznano (mariborsko) meščanko. Po smrti prve žene se je poročil še enkrat in sicer leta 1652 s Katarino Huber (umrla leta 1681 v Mariboru), članico ene izmed najuglednejših, najpremožnejših in najstarejših mariborskih meščanskih rodbin, ki se je že vsaj štiri generacije bavila s pekarno. Katarina je bila pra-pravnukinja mariborskega župana Krištofa Huberja in pra-pranečakinja še enega mariborskega župana Erharda Wunsamba. Andreas Mentner je preko porok in poslov postal eden izmed najpremožnejših meščanov in je v središču mesta imel vsaj eno hišo s trgovino, vinograde v Košakih in veleposest z gosposko hišo na Koroških vratih (posedoval je velik del te aktualne mestne četrti). To je bila verjetno tudi osnova za to, da je v letih med 1660 in 1668 županoval Mariboru. Umrl je enkrat po letu 1668.
Z drugo ženo je imel pet otrok:
- Regina Mentner, poročena s Ferdinandom Bernhardom Egholtom, oficirjem iz Dunaja
- Andreas Mentner, trgovec in meščan v Mariboru, poročen s Terezijo Kebrič in z Marijo Ivano Hasl
- Simon Mentner, trgovec in meščan v Mariboru, poročen s Katarino Eleonoro Caccia in z Ano Barbaro Černko
- Katharina Theresia Mentner, poročena s trgovcem Karlom Ferdinandom Caccio in z grajskim upraviteljem Johannom Sebastianom Festinijem
- Johanna Mentner, poročena s Ferdinandom Hitzelbergerjem, poštnim direktorjem (mojstrom) v Mariboru